# Viseu Dão-Lafões
Viseu Dão-Lafões es una subregión portuguesa situada al norte de la Región Centro. En 2021, la subregión tiene 252.984 habitantes y una densidad de población de 78 habitantes por km². La subregión tiene una superficie de 3.238 km², que puede dividirse en 14 municipios y 156 freguesias. La capital de la subregión es la ciudad de Viseu, que es la mayor ciudad de la subregión y la tercera de la Región Centro, con 99.561 habitantes en todo el municipio y 59.469 en la zona urbana. Limita con la Área Metropolitana de Oporto al noroeste, con la subregión de Tâmega e Sousa al norte, con la subregión del Duero al noreste, con la subregión de Beiras y Sierra de la Estrella al este, con la subregión de la Región de Coimbra al sur y con la subregión de Región de Aveiro al oeste.

## Municipios
La subregión está formada por los siguientes 14 condados:
- Aguiar da Beira
- Carregal do Sal
- Castro Daire
- Mangualde
- Nelas
- Oliveira de Frades
- Penalva do Castelo
- Santa Comba Dão
- São Pedro do Sul
- Sátão
- Tondela
- Vila Nova de Paiva
- Viseu
- Vouzela

## Demografía

### Población
El censo de 2021 muestra que la población de la subregión ha disminuido a 252.796 habitantes, en comparación con 2011, cuando la población era de 267.728, y 2001, cuando la población era de 275.934. Castro Daire y Viseu son los únicos dos de los 14 municipios que registraron un aumento, mientras que los otros 12 municipios registraron una disminución. 
| Municipio          | Población | Población | Población | Área en km² | Densidad poblacional por km² |
| Municipio          | 2001      | 2011      | 2021      | Área en km² | Densidad poblacional por km² |
| ------------------ | --------- | --------- | --------- | ----------- | ---------------------------- |
| Aguiar da Beira    | 6.247     | 5.473     | 5.231     | 206,7 km²   | 25                           |
| Carregal do Sal    | 10.411    | 9.835     | 9.038     | 116,8 km²   | 77                           |
| Castro Daire       | 16.990    | 15.339    | 13.736    | 379,0 km²   | 36                           |
| Mangualde          | 20.990    | 19.880    | 18.303    | 219,2 km²   | 83                           |
| Nelas              | 14.283    | 14.037    | 13.124    | 125,7 km²   | 104                          |
| Oliveira de Frades | 10.584    | 10.261    | 9.510     | 147,4 km²   | 64                           |
| Penalva do Castelo | 9.019     | 7.956     | 7.333     | 134,3 km²   | 54                           |
| Santa Comba Dão    | 12.473    | 11.597    | 10.641    | 111,9 km²   | 95                           |
| São Pedro do Sul   | 19.083    | 16.851    | 15.137    | 348,9 km²   | 43                           |
| Sátão              | 13.144    | 12.444    | 11.026    | 201,9 km²   | 54                           |
| Tondela            | 31.152    | 28.946    | 25.914    | 371,2 km²   | 69                           |
| Vila Nova de Paia  | 6.141     | 5.176     | 4.662     | 175,5 km²   | 26                           |
| Viseu              | 93.501    | 99.369    | 99.561    | 507,1 km²   | 196                          |
| Vouzela            | 11.916    | 10.564    | 9.580     | 193,6 km²   | 49                           |
| Viseu-Dão Lafões   | 275.934   | 267.728   | 252.796   | 3.238 km²   | 78                           |